# Maria Mazarello Rodrigues
Maria Mazarello Rodrigues (Ponte Nova, 11 de março de 1941) é uma professora, escritora e editora brasileira. É mestre em editoração pela Universidade Paris XIII e graduada em jornalismo pela Universidade Federal de Minas Gerais. É fundadora e diretora da Mazza Edições, editora mineira com foco em literatura afro-brasileira.
Maria Mazarello participou da fundação de editoras importantes como a Editora do Professor e da Editora Vega, nos anos de 1960 e 1970, e, logo após, com o mestrado em Editoração realizado em Paris, fundou a Mazza Edições.

## Biografia
Maria Mazarello Rodrigues, após se mudar de Ponte Nova para Belo Horizonte, em 1954, deu início à sua trajetória no campo editorial, trabalhando em uma gráfica, em 1960, à qual se vinculava por meio do PABAEE – Programa de Assistência Brasileiro-Americano ao Ensino Elementar (1956 a 1964). Esse programa foi resultado de um acordo entre os governos dos Estados Unidos e de Minas Gerais, sob a administração de Abgard Renault, secretário do Estado da Educação, em 1958..
Recebia-se no Brasil técnicos estadunidenses de diversas áreas, que atuariam na formação de professores brasileiros a partir do modelo de ensino primário aplicado nos Estados Unidos. Foi nesse momento que Maria Mazarello conheceu Ana Lúcia Campanha Baptista, importante influência para Mazarello, que era secretária de uma das técnicas que vieram ao Brasil pelo PABAEE.
Por sua vez, Mazarello trabalhava na gráfica do programa, na qual se publicavam os materiais didáticos elaborados pela equipe técnica e era digitado pela equipe de secretariado. O material era testado na Escola de Demonstração do Instituto de Educação de Minas Gerais.
Em 1961, aos 18 anos, formada como técnica em contabilidade, Mazarello ingressou no curso de jornalismo na Universidade Federal de Minas Gerais e logo depois, foi convidada por Ana Lúcia para sua editora, por conta de seus conhecimentos em contabilidade e editoração – aprendidos no curso de jornalismo – para compor sua equipe.
Além de Mazarello, as irmãs de Ana Lúcia, Vera, Silvia e Márcia, fizeram parte da construção do projeto, a Editora do Professor. A empresa se situava na casa de Ana Lúcia, num galinheiro concedido por seu pai, localizada no bairro Santa Lúcia. Tempos depois, a editora foi transferida para o Centro, onde ocupava um espaço pequeno, no entanto, comportava a editora em cima e a Livraria do Estudante embaixo.
Em 1967, as mentoras tiveram de fechar a editora e a livraria por conta de pressões da Ditadura Militar. Após o rompimento nas relações empresariais com Ana Lucia, Mazarello criou a editora Grafiquinha, publicando um primeiro livro, Tremor de Terra, de Luiz Vilela, hoje um clássico da literatura contemporânea.
Em 1978, juntamente com alguns professores, Mazarello recebeu um convite para editar e publicar livros voltados para as novas propostas da Universidade Federal de Minas Gerais. Da junção da Grafiquinha com a Editora do Professor surgiu a Editora Vega, cuja logomarca é feita por Henfil. A Vega foi então vendida para Aloísio Marques e Paulo Rogedo representantes do PT. Mesmo com muita repressão dos “tempos de chumbo”, a editora durou dez anos, empregando muitos refugiados e presos políticos.
Em 1981, após o mestrado em Editoração realizado em Paris e profundas modificações culturais, Maria Mazarello retornou ao Brasil determinada a abrir uma editora voltada para a publicação de autores negros e temas relacionados à cultura afro-brasileira. Nesse mesmo ano, inaugurou a Mazza.
Para homenagear a sua mãe, falecida em 1978, Maria Mazarello criou o selo Peninha, direcionado ao público infantojuvenil. Em 2001, criou a Biblioteca Comunitária Etelvininha Lima, que hoje conta com um acervo de mais de dez mil exemplares, no mesmo local onde opera a Mazza Edições, no bairro da Pompéia, em Belo Horizonte..

## Prêmios
Em 2018, recebeu o Diploma de Honra ao Mérito concedido pela Câmara Municipal de Belo Horizonte

## Legado
Sua história de vida foi contada no livro "Maria Mazarello: preto no banco, lutas e livros" escrito por Márcia Maria Cruz e lançado em 2021.